# Orvieto (vin)

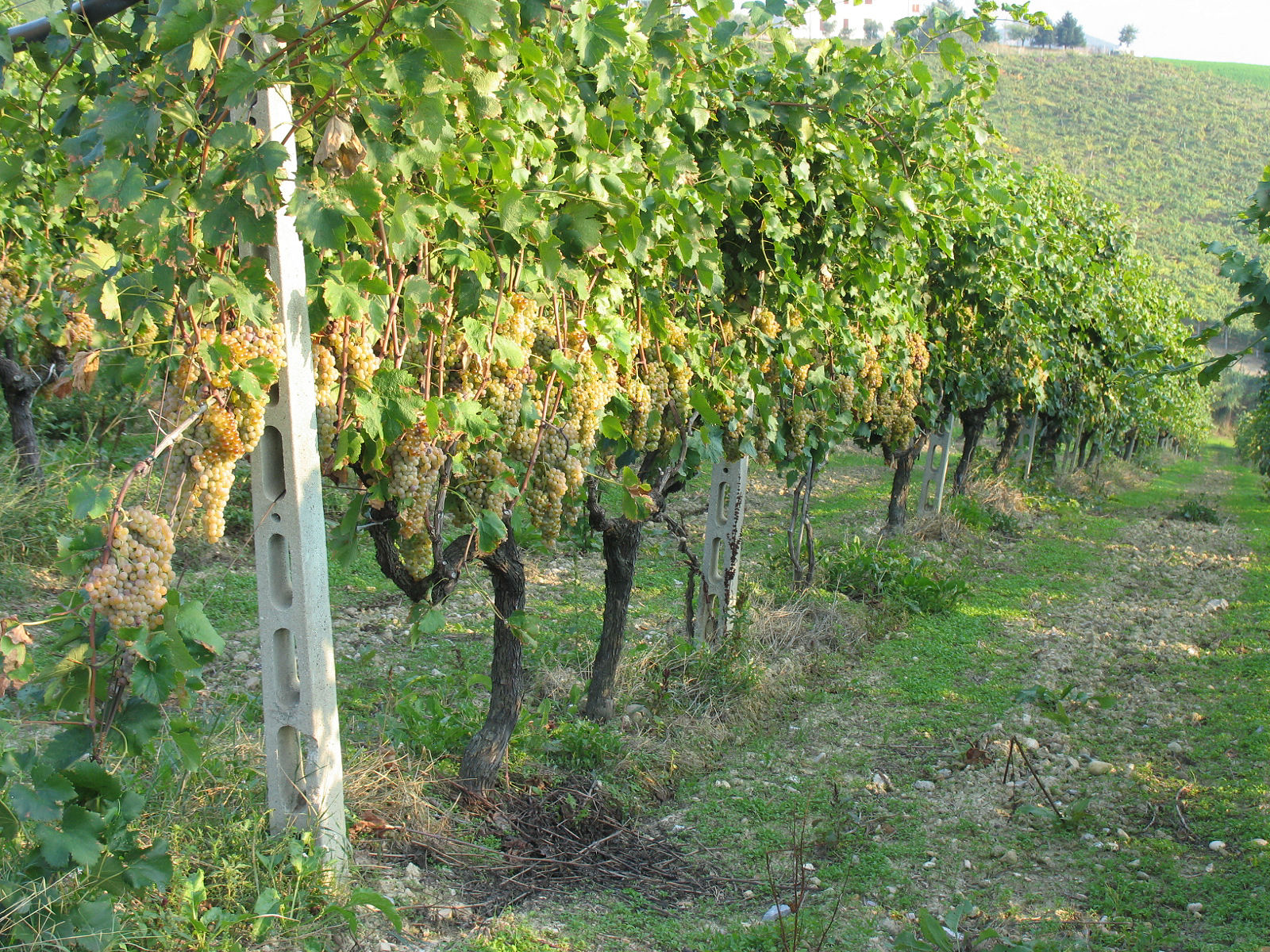
Cépage Trebbiano

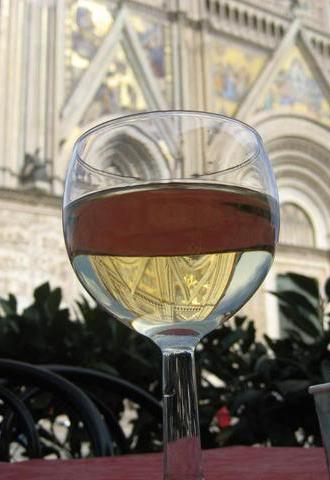
Verre de vin Orvieto classico

Pour les articles homonymes, voir Orvieto (homonymie).
L'Orvieto est un vin blanc italien produit dans les régions d'Ombrie et du Latium. Il y a aussi une appellation Orvietano rosso.

## Aire de production
La ville médiévale d’Orvieto est le centre d’une zone vitivinicole d’Ombrie à l’importance historique et économique majeure. Les vignobles s’étendent le long des chaînes de collines (Orvieto, Ficulle, Allerona, Alviano, Lugnano in Teverina), sur les rives gauche et droite du fleuve Paglia, jusqu’à sa rencontre avec le Tibre. L'aire de production s'étend également dans la province de Viterbe voisine, au Latium.

## Historique
La production de vin à Orvieto remonte à l'Antiquité, au moins jusqu'aux Étrusques.
Le vin d'Orvieto dans ses versions sucrées est resté populaire au cours des siècles. Ce vin alors doux fut célébré par les écrivains les poètes et de nombreux amateurs célèbres. Paolo Mantegazza, le comparait à de « l’or liquide » car il était souvent servi à la table des papes, cardinaux et aristocrates. Gabriele D’Annunzio le disait « soleil d’Italie dans une bouteille » à cause de son parfum, sa force et sa couleur. Le Pape Grégoire XVI ordonna que son corps fût lavé avec du vin Orvieto avant d’être enterré.
L'Orvieto classico était tellement apprécié par le Pinturicchio que celui-ci a exigé la fourniture sans limitation de ce vin dans le contrat pour l'exécution des peintures de la Cathédrale d'Orvieto.
Longtemps célébré, le vin d'Orvieto est l’un des vins blancs italiens les plus connus à travers le monde. Le vin d'aujourd'hui est pourtant bien différent de celui que chante l'Histoire. Autrefois vin doux et doré, il est devenu un vin clair et sec issu de la mise en œuvre des technologies modernes. C'est un succès commercial et l’une des DOC italiennes de vin blanc les plus vendues, en particulier à l’étranger. Il lui est cependant parfois reproché un certain manque de caractère.

## Caractéristiques
Au cours des dernières années le caractère du vin a été renforcé par certains producteurs qui ont réduit les rendements, en procédant à une sélection plus méticuleuse et en laissant les peaux du raisin en contact avec le jus plus longtemps avant la fermentation. Il est fait en version secco, abboccato (demi-doux), amabile (moelleux), dolce (doux), superiore et vendemmia tardiva.Consorzio vini di Orvieto
L'appellation Orvieto a une superficie de 3000 hectares. La production annuelle moyenne est de 150 000 hl. On n'y fait que du vin blanc. Consorzio vini di Orvieto
Les cépages : grechetto (minimum 40 %; trebbiano (minimum 20 %, maximum 40 %). D'autres cépages blancs non aromatiques permis en Ombrie sont autorités jusqu'à hauteur de 40 %. Consorzio vini di Orvieto
Rendements autorités : 71,5 hl/ha; 52 hl/ha pour les Classico.
La moitié de la production est exportée.

## En rouge
L'appellation Orvietano rosso, plus petite (115 ha) a été créée afin de permettre de produire des rouges sur l'aire d'appellation Orvieto avec plusieurs cépages italiens (aleatico, barbera) et français (cabernets). Consorzio vini di Orvieto

## Caractéristiques organoleptiques
En sec : robe jaune paille. Arômes discrets de fleurs. Léger et bonne vivacité. Plus de longueur dans les Classico superiore. Durée de conservation de un à deux ans pour les secs. Température de service de 8 à 10 °C.

## Sources
- Jacques Orhon, Le nouveau guide des vins d'Italie, Éditions de l'Homme, 2007  p. 435